# 苏格兰开局古典变著
苏格兰开局古典变著（英語：Classical Variation of the Scotch Game）是國際象棋的一種開局方式，走法為：
1.e4 e5 2.Nf3 Nc6 3.d4 exd4 4.Nxd4 Bc5